# Розовец
Розовец е село в Южна България. То се намира в община Брезово, област Пловдив.

## География
Селото отстои на 50 километра от Пловдив в североизточна посока, в южното подножие на трите най-високи върха на Източна (Сърнена) Средна гора – Братан (1236 m), Самодивец и Сливово градище. И трите върха влизат в неговото землище. Розовец е типично планинско село. Разположено е в закътана котловина между билото на Средна гора и два рида, които се спускат от това било на юг.
От северозапад и от североизток текат две реки – Стара река и Турската река, които на около два километра южно от селото, до Бачуров мост, се сливат и продължават на юг към река Марица.
Розовецкото землище заема площ от около 50 000 декара. Горите в землището на Розовец заемат площ 18 500 декара. Розовец граничи на изток със землищата на селата Славяни и Чехларе, на юг със землището на Зелениково, на югозапад – с Бабек, на северозапад – със Свежен и на север – с Александрово и Турия.

### Етимология на името
Старото име на Розовец е Рахманлий. Откога селото носи това име не е известно. Не е окончателно изяснен също така и произходът на наименованието Рахманлий. За това съществуват две хипотези.
Според едната хипотеза се предполага, че селото е наречено на турски големец на име Рахман. Известен е дори турски султан с такова име. Според мнението на Павел Делирадев, застъпено в книгата му „Принос към историческата география на Тракия“, наименованието идва от турската дума рахман, което в български превод ще рече „многомилостив“. Пак според него възможно е наименованието да идва и от турската дума рахманий, което в български превод означава „божествен“.
През 60-те години на XX век учителят пенсионер Петко Дончев от с. Казанка, който много години проучва миналото на своето родно село, изказва предположението, че името Рахманлий произлиза от местност в близост до тяхното село, която и сега се нарича Рамана или Рахмана. Там според една легенда имало старо село с такова име, което след опожаряването му от турците се разселило. Част от неговите жители основали сегашното Казанка, а други се изкачили на билото на Средна гора, поели на запад, след това се спуснали по Светиниколския проход в южните склонове на планината, заселили се и нарекли селото си Рахманлия. Освен на легендата, Петко Дончев се основава и на сходството на говорните езици на двете села. Легендата обаче не изяснява също така въпроса дали тези пришълци са се заселили на пусто място и са основали ново село, или са се влели в съществуващо преди това селище.

## История
Разположените край селото развалини „Калето“ се смятат за най-вероятното местоположение на известната от писмени източници крепост Белятово, център на павликянското Въстание на Травъл около 1085 година.

## Културни и природни забележителности
Най-значителните археологически паметници и находки в землището на Розовец са от античността. Това са няколко градища и калета, опасващи като венец котловината, в която е разположено селото. Такива са и могилите, в които са открити случайно съкровища, оръжие и други.
В южната могила е открит човешки скелет, а около него следните предмети: златен венец, сребърен ритон във вид на сърнешка глава, два сребърни съда, от които единият имал форма на малка кана, а другият – на малко тасче, сребърен връх на стрела или копие, както и фрагменти от шлем и разни други предмети от сребро и бронз.

### Други забележителности
- Трите могили - "Могилките".Това е мястото, където са извършени първите археологически разкопки в България. От трите могили, най-голямата е средната; тя е около 8 метра висока и има основа с диаметър около 30 метра. На разстояние около 70 метра от нея (на юг) се намира втората могила, която е ниска и има неправилна форма поради предишни разкопки. На североизток от голямата могила, на разстояние около 3 метра, се намира третата могила, която също е ниска и с неправилна форма поради разкопаването.
- Кутела, Чашата на Великана. Обектът представлява голям гранитен блок, обработен като кутел. Височината му е 1,5 метра, дълбочината - 1,1 метра, а стените му са дебели 0,40 метра. На местните е известен от векове. За първи път е описан от братя Шкорпил.
- Братята Правите Камъни. Изключително впечатляващ скален феномен, представляващ два успоредно изправени каменни къса. Те са добре балансирани и допълнително загладени. Разположени са върху предварително заравнена каменна площадка с площ от 5-6 квадратни метра. Височината им е около 5 метра, като северният къс е малко по-висок. Разстоянието между тях е около метър, а ориентацията им е изток-запад.
- Слънчева врата. Светилището е изградено от Траките в култ към бога на Слънцето. В деня на пролетното равноденствие може да се наблюдава изгрева - слънцето изплува над планината и се вижда през слънчевата врата. Мегалитът е документиран от проф. Валерия Фол.
- Пещерата на посветените "Корабът". Обектът е тракийско светилище. Представлява изкуствено изградена пещера (напомняща коридор) с височина 6 м и дълбочина около 14 м. Входът ѝ е широк около 3 м и е ориентиран в посока запад-изток. Местните хора го наричат „Корабът“, защото една скала стърчи като корабна мачта.

- Паметник на загиналите в местността „Дерменка“.
- Паметник на загиналите в антифашистката борба розовчани.

В селото има реставрирана плевня, която е използвана от Васил Левски за скривалище.

## Личности, родени в Розовец
- Георги Караманев – дългогодишен министър на търговията до 1989 г.
- Гюро Михайлов – герой.
- Енчо Пиронков – художник
- Иван Кацаров (1910-1985) – икономист и застраховател
- Тодор Стоянов (1926 – 2003) – журналист, работил в българския периодичен печат и БТА.
- Радка Чипилска-Христова – народна певица и преподавател по народно пеене. Носител на престижни награди от международни фестивали за автентичен фолклор.
- Христо Джамбов – историк, директор на Пловдивския археологически музей

## Личности, починали в Розовец
Добри войвода (около 1825 – 1870) – водач на чета, хайдутувала в Рохмалий; загинал в околностите на с. Розовец.